# Pointprogramm

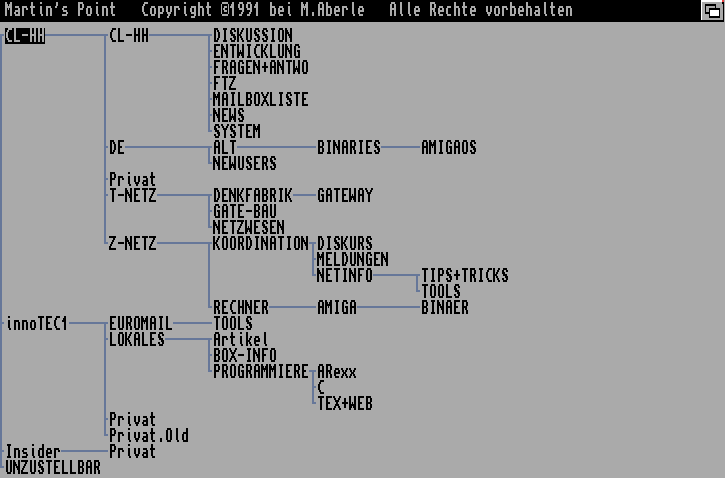
Die Brettliste (Übersicht) in MPoint auf einem Amiga (1993)

Ein Pointprogramm ist eine Software zum automatisierten Datenaustausch mit einem Mailbox-System, d. h. das Versenden und Empfangen von privaten und öffentlichen Nachrichten (ähnlich E-Mail und News) und ggf. sogar Programmen und anderer Dateien sowie deren Bearbeitung und Verwaltung. 
Pointprogramme sind darauf optimiert, die Online-Zeiten möglichst kurz zu halten, aus diesem Grund werden die zu übertragenden Daten meistens komprimiert, noch bevor eine DFÜ-Verbindung zum Mailbox-Rechner aufgebaut wurde. 
Der Name kommt ursprünglich aus dem FidoNet, in dem der einzelne User als Point bezeichnet wird.

## Hintergrund
Mitte der 1980er Jahre entstanden – nicht nur in den USA, sondern auch in Deutschland – private Mailboxnetze, die in regelmäßigen Intervallen über die Telefonleitung Daten miteinander austauschten. Die an die einzelnen Mailboxen angeschlossenen User konnten (und können z. T. heute noch) darüber kostengünstig elektronische Nachrichten austauschen und in öffentlichen Foren diskutieren. Da diese Mailboxen vorwiegend von Privatleuten betrieben wurden, hatten diese nur wenig Telefonleitungen. Kleine Mailboxen hatten meist nur eine Leitung für den Betrieb, größere zwei oder selten auch drei, mehr Leitungen waren die absolute Ausnahme. War also ein Benutzer gerade online, blockierte er die Leitung für weitere Mailbox-User. Durch die Benutzung von Pointprogrammen konnte die Onlinezeit des einzelnen Benutzers möglichst kurz gehalten werden, so dass mehr Benutzer die Gelegenheit bekamen, ihre Daten abzurufen. 
Als Nebeneffekt wurde der Geldbeutel der Benutzer geschont. Zudem musste sich der Benutzer nicht mit der zum Teil kryptischen und recht spartanischen Oberfläche der Mailbox befassen, sondern war in der Software relativ frei im Rahmen persönlichen Geschmacks und Vorlieben.
Beispiele für bekannte Pointprogramme speziell im deutschen FidoNet sind das inzwischen weitgehend ausgestorbene Yuppie! und das noch heute in verschiedenen Versionslinien eingesetzte und weiterentwickelte Multinetz-Programm CrossPoint sowie rbPoint.